# Trioli
I trioli (o alcoli trivalenti) sono composti organici di struttura simile agli alcani, in cui però tre atomi di idrogeno sono sostituiti da tre gruppi ossidrile -OH. Essi presentano formula generale CnH2n-1(OH)3.
Un esempio di triolo è l'1,2,3-propantriolo, noto in commercio come glicerina, avente formula HO-CH2-CH(OH)-CH2-OH. Un altro esempio è il metantriolo, avente formula CH(OH)3.

Metantriolo
Glicerina
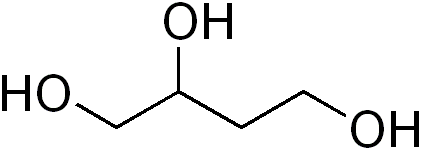
1,2,4-butantriolo
1,2,6-esantriolo